# ジョナサン・ビクター・バロス
ジョナサン・ビクター・バロス（Jonathan Victor Barros、1984年1月30日 - ）は、アルゼンチンのプロボクサー。メンドーサ州メンドーサ出身。元WBA世界フェザー級王者。

## 来歴
2004年3月26日プロデビュー。3回TKO勝ち。
2007年9月29日、ペスター・ウンベルト・マウリンとアルゼンチンフェザー級王座決定戦を行い、4回失格勝ちを収め王座を獲得した。その後同王座は一度防衛。
2008年1月26日、ビクター・ウーゴ・パズとWBOラテンアメリカフェザー級王座決定戦を行い、2回TKO勝ち。王座獲得に成功した。その後同王座は2度防衛。
2010年3月27日、ドイツ・ハンブルクでWBA世界フェザー級王者ユリオルキス・ガンボアと対戦し、プロ初黒星となる12回0-3（111-116、2者が109-118）の判定負けを喫し王座獲得に失敗した。
2010年12月4日、メンドーサ州ラス・エラスのポリデポリティーボ・ビセンテ・ポリメニでアービング・ベリーとWBA世界フェザー級レギュラー王座決定戦を行い、7回TKO勝ちを収め王座獲得に成功した。
2011年3月12日、ミゲル・ローマンと対戦し、12回3-0(118-109、118-110、117-111)の判定勝ちを収め、初防衛に成功した。
2011年7月2日、メンドーサ州・フニンのポリデポルティーボ・ラ・コロニアにて元WBA・IBF世界スーパーバンタム級スーパー王者セレスティーノ・カバジェロと対戦し、12回2-1（114-112、116-111、111-115）の判定勝ちを収め2度目の防衛に成功するが、カバジェロ陣営が判定を不服としてWBAへ提訴し、その後ダイレクトリマッチが発令された。 
2011年10月14日、ブエノス・アイレスのエスタディオ・ルナ・パルクでセレスティーノ・カバジェロとダイレクトリマッチで再戦し、12回0-3（111-118、112-116、111-117）の判定負けを喫し3度目の防衛に失敗、王座から陥落した。
2012年8月18日、メキシコ・プエブラ州・プエブラのヒムナシオ・ミゲル・イダルゴでIBF世界スーパーフェザー級王者フアン・カルロス・サルガドと対戦し、12回0-3（112-115、2者が111-116）の判定負けを喫し2階級制覇に失敗した。
2012年11月10日、ラスベガスにあるウィン・ラスベガスにて、ミゲル・アンヘル・ガルシアと対戦するが自身初のKO負けとなる8回TKO負けを喫し再起に失敗した。
2016年10月3日、日本のリングに初登場。後楽園ホールでIBF世界フェザー級4位の細野悟と対戦し、12回2-1（117-111、116-112、113-115）の判定勝ちを収め、IBF世界フェザー級王者リー・セルビーへの指名挑戦権を獲得した。
2017年1月28日、MGMグランド・ガーデン・アリーナでIBF世界フェザー級王者のリー・セルビーと対戦予定だったが、バロスが医学的検査で不合格となったため、試合は中止となった。ネバダ州アスレチックコミッションの血液検査で肝炎と診断されたと報じられた。
2017年4月14日、リー・セルビーとジョナサン・ビクター・バロスの入札が行われ、セルビー擁するTBGプロモーションズが60万1000ドルで興行権を落札した。バロス陣営のK.O.インターナショナルの入札額は60万ドルだった。報酬はセルビーに75%にあたる45万750ドル、バロスに25%にあたる15万250ドルが配分される。
2017年7月15日、ロンドンのウェンブリー・アリーナでIBF世界フェザー級王者リー・セルビーと対戦し、12回0-3（108-119、110-117×2）の判定負けを喫し王座獲得に失敗した。
2018年6月23日、ユカタン州メリンダのポリフォルム・ザムナにて、WBC世界スーパーフェザー級王者ミゲール・ベルチェットと対戦し、3回1分53秒TKO負けを喫し、2階級制覇に失敗した。

## 獲得タイトル
- アルゼンチンフェザー級王座
- WBOラテンアメリカフェザー級王座
- WBA世界フェザー級レギュラー王座（防衛2）